# Arnold Wachtendonck
Arnold Wachtendonck of Arnold van Wachtendonck (1538 - 1605) was een zestiende-eeuws geestelijke in het Prinsbisdom Luik, wiens naam verbonden is met de Wachtendonckse Psalmen.

## Biografische schets
Over het leven van Arnold Wachtendonck is weinig bekend. Hij was als priester verbonden aan de vlak bij Maastricht gelegen abdij van Munsterbilzen, een adellijk stift voor vrouwen, alwaar hij beneficiant van het Landrada-altaar was. Hij was tevens deken van het kapittel van Sint-Martinus in Luik.

## Nalatenschap
Zijn naam wordt verbonden met de Wachtendonckse Psalmen, een selectie van psalmvertalingen uit een manuscript, dat eens in het bezit van deze kanunnik was en dat de humanist Justus Lipsius bekendheid kreeg. Deze psalmen werden in de tiende eeuw uit het Latijn vertaald naar het Oud Oostnederfrankisch (Oudnederlands) en behoren tot de oudste overgeleverde teksten in het Nederlands.